# 청와

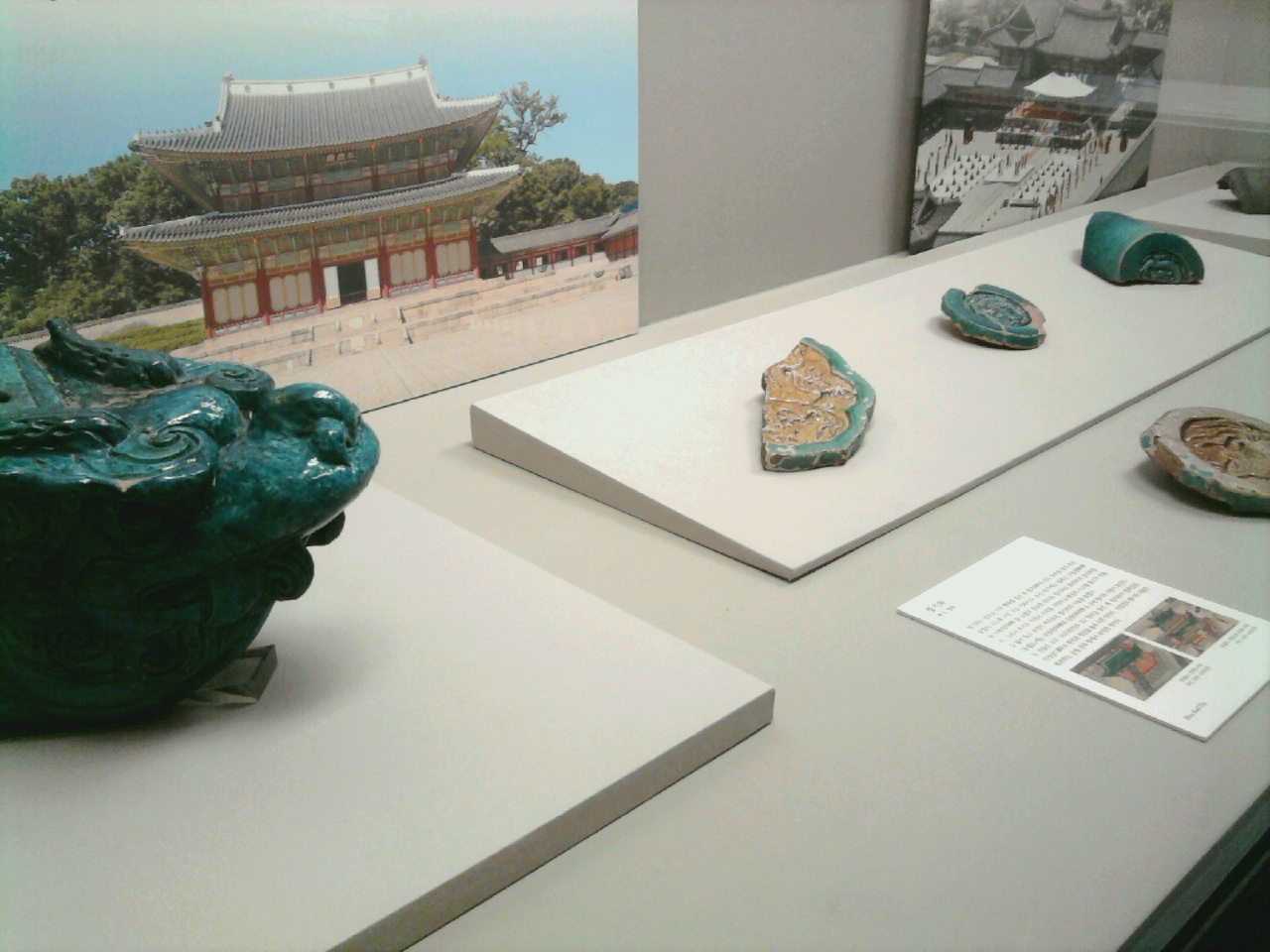
국립고궁박물관의 청기와.

청와(靑瓦) 또는 청자기와, 청기와는 청자로 만든 기와 또는 청색 기와를 의미한다. 조선의 정궁인 경복궁 중 근정전은 조선시대 때에 청와로 덮여 있었다.

## 고려시대의 청자와
고려시대의 청자와는 하나의 기와이기 이전에 완전한 미술품이며 《고려사》의 기록으로 미루어 의종 때에 사용되었음을 짐작할 수 있고, 의종이 청기와로 덮었다는 양이정(養怡亭)의 기록이 보인다. 유품으로 발굴된 예는 전라남도 강진 사당리에서 볼 수 있는데 청자의 파편 속에 여러 조각의 와편(瓦片)·와당편(瓦當片)이 나왔다. 그 형태는 수막새는 보상화에 주문띠(珠紋帶)를 돌렸고 암막새는 모두 초문을 양각하고 있다.

## 보자
- = 기와